# Bo Richard Lundgren
Bo Richard Lundgren, född 22 december 1944 i Uppsala församling i Uppsala län, är en svensk reservofficer och ämbetsman.

## Biografi
Lundgren blev reservofficer vid Södra skånska regementet 1971, befordrad till kapten i reserven 1974. Han tog juris kandidat-examen vid Stockholms universitet 1975. År 1976 anställdes han som generalsekreterare vid Sveriges Förenade Studentkårer. Han tjänstgjorde 1987–2002 vid Överstyrelsen för civil beredskap: som avdelningsdirektör 1987–1989, som byråchef 1989–1991, som avdelningschef 1991–1997 och som utredningschef 1997–2002. Han var därefter senior rådgivare i verksledningens stab på Krisberedskapsmyndigheten 2002–2004. Åren 2004–2011 var han chef för Institutet för högre totalförsvarsutbildning vid Försvarshögskolan.
Han var expert i Försvarsforskningsutredningen 1991–1992. Han är verksam som strategisk rådgivare hos Straterno.
Bo Richard Lundgren invaldes 1995 som ledamot av Kungliga Krigsvetenskapsakademien.
Bo Richard Lundgren är son till musikforskaren Bo Lundgren och Gunlög Kristina Ringmar. En av hans bröder är dirigenten Hans Lundgren.